# Pobre señorita Limantour
A Pobre señorita Limantour (spanyol, jelentése: ’Szegény Limantour kisasszony’) a Televisa által 1987-ben készített mexikói telenovella Ofelia Cano és Víctor Cámara főszereplésével. Írója Inés Rodena és Carlos Romero, rendezője Pedro Damián. A producer Carla Estrada, akinek ez volt második produkciója. Az első olyan mexikói sorozat, amelyben – Diana szerepében – színésznőként feltűnik Thalía. A történet szerint Diana anyját férje egy fiatalabb nővel megcsalja, akiről később kiderül, hogy Diana féltestvére. Magyarországon nem vetítették.

## Külső hivatkozások
- La pobre señorita Limantour az Internet Movie Database oldalon (angolul)
- La pobre señorita Limantour – Alma Latina